# Срібний гол
Срібний гол — метод, який використовувався з 1993 до 2004 року у футболі в матчах стадії плей-оф для визначення переможця в разі нічийного результату після закінчення основного часу (90 хвилин). При цьому призначається додатковий час (2 тайми по 15 хвилин). Згідно з правилом, якщо протягом будь-якого додаткового тайму команда забиває гол, то, на відміну від раніше застосовуваного правила «золотого гола», гра не припиняється, а продовжується до кінця поточного тайму, тобто якщо перший додатковий тайм виявляв переможця, то другого додаткового тайму не було. Якщо після закінчення додаткового часу жодній команді не вдається забити гол, то переможець, як і раніше, визначається за допомогою серії післяматчевих пенальті.

## Євро 2004
Чемпіонат Європи з футболу 2004 року став єдиним великим турніром, на якому був застосований цей вид визначення переможця (причому доля його була вирішена ще до турніру — постанова про повернення до класичних правил «два овертайми і пенальті» було прийнято в лютому 2004 року). На цьому ж турнірі був забитий єдиний срібний гол, що вплинув на результат матчу — у першому додатковому таймі півфінального матчу Греція — Чехія. Усю «красу» срібного гола відчула на собі збірна Чехії, оскільки м'яч був забитий греком Траяносом Делласом у додатковий час першого додаткового тайму, за кілька секунд до його закінчення. У чехів просто не було часу відігратися. Цікаво, що саме збірна Чехії з футболу пропустила також і перший золотий гол (у фіналі Євро-1996).
Усі інші голи, забиті в додатковий час при чинному правилі срібного гола, мали місце в другому додатковому таймі, а отже, на результат матчів правило не вплинуло. Скажімо, чвертьфінальний матч чемпіонату Європи з футболу 2004 між збірними Англії і Португалії, коли Руй Кошта забив гол на 110 хвилині, то гра тривала, й потім Лемпард забив на 115 хв.